# Med

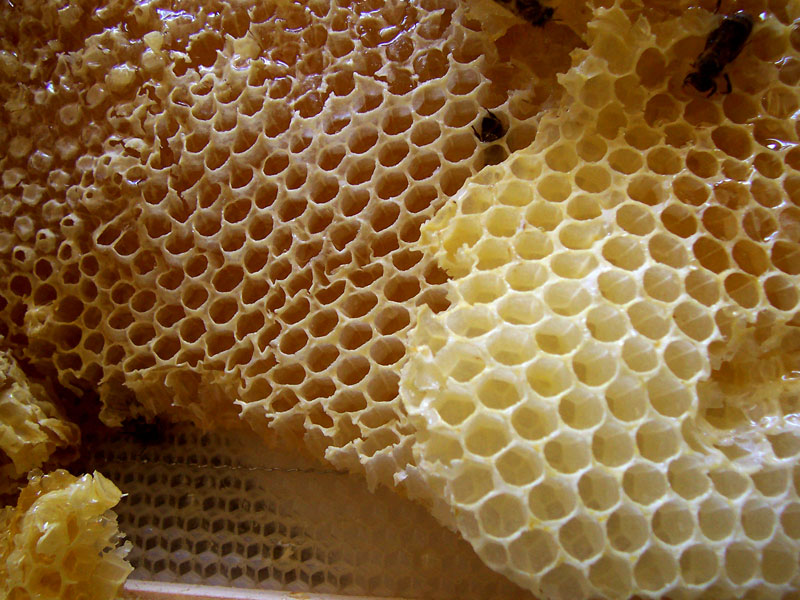
medová plástev

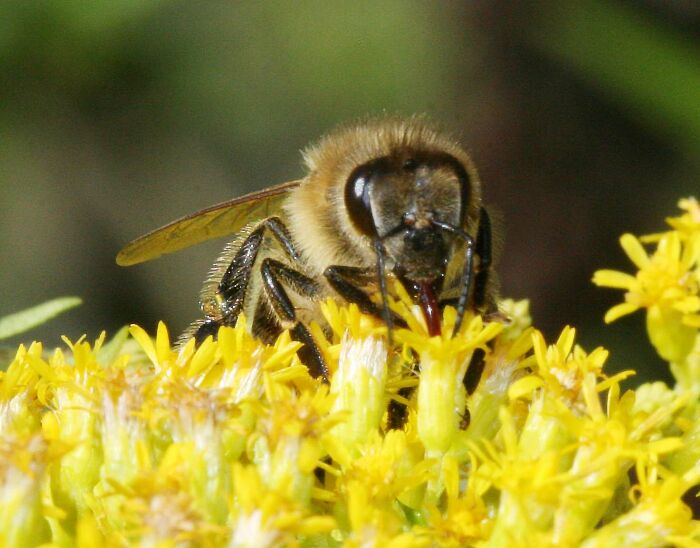
včela na květech

Med je hustá sladká a lepkavá kapalina, vytvářená včelami (případně i jiným hmyzem) sběrem a zahušťováním sladkých šťáv – především nektaru z květů (med květový) a medovice (med medovicový), kterou vylučují například mšice. Sběrem a přetvořením medovice vzniká medovicový med. Tmavost medovicového medu je způsobena barvivy obsaženými v míze lesních dřevin, jako např. ve smrku či borovici. 

## Historie
Prvními doklady o využívání medu lidmi jsou jeskynní malby. Známá malba z Pavoučí jeskyně (Cueva de la Araña) u Bicorp poblíž Valencie ve východním Španělsku objevená v roce 1919 je stará nejméně 8000 let a ukazuje člověka na třech liánách nebo provazech z trávy, jak ve výšce vybírá do košíku med z úlu, pravděpodobně ve skalní puklině, zatímco kolem létají obrovské včely. Další jeskynní malby jsou známé z centrální Indie, Austrálie a především Afriky.
Vzhledem k tomu, že med včelám příležitostně vybírají i různé druhy opic a lidoopů (paviáni, makakové, orangutani, gorily, šimpanzi), někdy dokonce s použitím jednoduchých nástrojů, je možné, že energeticky velmi bohatý med spolu s larvami včel (coby zdroj proteinů) byl významným zdrojem potravy už pro první příslušníky rodu Homo.
Písemné zmínky o medu najdeme už v nejstarších dochovaných záznamech. Ve většině antických kultur byl med používán ve výživě i jako lék. První písemná zmínka o medu pochází z období 2100–2000 př. n. l. z hliněné destičky ze starověkého sumerského města Nippur, na které je zaznamenán návod, jak ošetřit zranění – „rozemlít na prášek říční prach ... (chybějící slova) uhníst ve vodě a medu a přelít obyčejným a cedrovým olejem“.
Ze Starověkého Egypta pochází Ebersův papyrus datovaný do doby asi 1550 př. n. l., který zmiňuje med ve 147 lékařských receptech pro léčení vnějších zranění. Med se používal (často ve směsi s různými rostlinnými, živočišnými, ale i anorganickými ingrediencemi) k ošetření zánětů, vředů, popálenin, ran i v pooperačních stavech pro podporu hojení (při obřízce, propíchávání uší, ale i u složitějších operací), ve formě čípku, k léčbě plešatosti, zánětu spojivek nebo i uvolnění ztuhlých kloubů.
Za podobně léčivý byl med považován i 2000 let př. n. l. ve Starověké Číně. Podle tradiční čínské medicíny šlo o vyváženou poživatinu (ani jangovou ani jingovou) schopnou dobře spojovat různé další léčivé látky k sobě. Nad rámec své nutriční hodnoty měl med i zde mnohostranné lékařské využití, např. jako detoxikační činidlo, k úlevě od bolestí, proti nespavosti, stresu, zánětům žaludku a vředům, zácpě, kašli, oparům aj.
S využíváním medu šel ruku v ruce i rozvoj včelařství. První záznamy o chování včel jsou z Egypta už z roku 2450 př. n. l., odkud se tato dovednost postupně a velmi pomalu šířila. Do Středomoří se tyto znalosti dostaly kolem roku 1500 př. n. l., okolo 1000 př. n. l. chovali včely v úlech Židé, okolo 750 př. n. l. jsou doklady z Asýrie a do Číny technologie doputovala nejspíše po hedvábné stezce s rozmachem Perské říše na začátku 5. stol. př. n. l. 
Na americkém kontinentu se včela medonosná posledních několik milionů let nevyskytovala a byla přivezena kolonisty až v roce 1622. Severoameričtí Indiáni jako sladidlo využívali tradičně javorový sirup. V tropických částech Ameriky však med znám byl, neboť je obývá množství druhů med produkujících včel, zvláště rody Melipona a Trigona. Nejstarší zmínky jsou zde od Mayů, kteří ve 3. stol. př. n. l. domestikovali včelu Melipona beecheii. Tyto včely nemají žihadlo a jsou neagresivní, v koloniích ale tvoří méně medu a pracněji se získává – neukládají med do plástů, ale do mnoha medových pohárků. Med je řidší a dá se pít, liší se i senzorickými vlastnostmi, je ale stejně velmi zdravý, proto i zde byl med znám a používán jako účinný lék na celou řadu onemocnění.
Mayové byli v produkci medu zdatní, kvašením z něj připravovali medovinu a med byl pro ně velmi důležitým obchodním artiklem (v Amazonii byli obdobně zdatní Kayapové, kteří med prodávali okolním etnickým skupinám). O významu medu pro Maye svědčí to, že včely byly uctívány, byly symbolem plodnosti a měly svého boha.

### Nahrazení medu cukrem
Přestože se již v roce 510 př. n. l. vládce Persie Dareios zmiňuje o cukrové třtině jako o „rákosu dávajícím med, který není vytvářen včelami“, med byl poprvé nahrazen cukrem až o mnoho staletí později, nejdříve v Číně, kde se začalo sladit cukrem kolem roku 350 n. l. V Evropě se cukr objevil až v době křižáckých výprav v 11. století jako nový druh luxusního koření. Kolem roku 1480 se cukrová třtina pěstovala již v celé středomořské oblasti, ale cukr byl stále příliš drahý. Ještě v 17. století patřily cukrovinky jen do jídelníčku šlechty. Cukr začal skutečně zlevňovat teprve až s rozvojem zámořského plantážnictví v Jižní a Střední Americe a ke konečnému nahrazení medu výrazně levnějším cukrem došlo v Evropě až po objevu řepného cukru a zefektivnění jeho výroby v průběhu 19. století. Dnes se pohybuje světová roční produkce medu kolem 1,5 milionu tun, což je méně než 1 % roční produkce cukru.

## Význam a základní vlastnosti
Pro včelstvo je med zásobou energeticky bohaté potravy. Med má zvláštní chuť, pro kterou mu někteří lidé dávají přednost před cukrem a jinými sladidly. Má vhodné chemické vlastnosti pro pečení.
Kapalný med se nekazí, pokud v něm není nepřiměřené množství vody (nezralý med). Díky vysoké koncentraci cukrů ničí bakterie při procesu zvaném osmóza (vysává z buněk vodu a tím ničí jejich membrány). Pouze spory některých bakterií osmóze odolávají. V medu se nemohou uchytit ani kvasinky ze vzduchu, protože obsah vody je příliš nízký. Přírodní neupravený med má obsah vody asi 14–18 %. Je-li obsah vody pod 18 %, nemůže se v medu množit prakticky žádný organismus.
Při dlouhodobém skladování při pokojové (nebo vyšší) teplotě se může díky sedimentaci (usazování) cukrů na povrchu medu v nádobě vytvořit tenká řidší vrstvička, v níž se rozmnoží osmofilní druhy kvasinek (zkvášejí koncentrované roztoky cukrů – nad 50 %), které jsou v medu přirozeně obsaženy. Takové kvašení ovlivňuje především senzorické, nikoliv nutriční vlastnosti medu.

### Složení
Med je směs cukrů, vody, a jiných složek. Specifické složení medu závisí nejvíc na směsi květů navštívených včelami, které med produkovaly a liší se podle lokality, období/sezony i jednotlivých včelstev. Hmotnost 1 litru medu je asi 1,4 kg. Typické složení ukazuje tabulka:
| Složka                                                                | Obsah                        |
| --------------------------------------------------------------------- | ---------------------------- |
| Fruktóza                                                              | 27–44 %                      |
| Glukóza                                                               | 22–41 %                      |
| Ostatní cukry (sacharóza, maltóza atd.)                               | 1–14 %                       |
| Voda                                                                  | 17 % (v lučním medu až 23 %) |
| Ostatní látky (minerály, pyly, proteiny, vitamíny, aminokyseliny aj.) | méně než 5 %                 |

Rozborem pylů a výtrusů (rostlin) v neupraveném medu (Melisopalynologie) lze určit květy, z nichž byl sesbírán. Protože včely přenášejí elektrostatický náboj a mohou přitahovat jiné částice, některé techniky Melisopalynologie mohou být použity v oblasti environmentálních studií radioaktivních částic, prachu, nebo částicového znečištění.
Tato zátěž je ale v medu ve srovnání s ostatními vzorky z přírody překvapivě malá. Pro rostliny jsou totiž květy reprodukční orgány a jsou poměrně dobře ochráněné před znečištěním. Proto je autentický med velmi čistý. Většina cizorodých látek se do medu dostává až při zpracování.

## Způsoby těžby medu
Během roku silné včelstvo vyrobí a z větší části i spotřebuje řádově stovky kg medu. Většina spotřeby probíhá v sezoně, na přečkání zimy včelstvu stačí přibližně 1 kg na měsíc. Jedno včelstvo má v ČR průměrný výnos asi 19 kg medu za rok, přičemž záleží nejen na počasí v sezóně, ale poměrně velké rozdíly jsou i mezi jednotlivými okresy. Včelaři odebírají včelám snůšku medu a od srpna je zakrmují cukerným roztokem (10 až 18 kg na včelstvo), který slouží zejména k výživě dlouhověkých včel (rodí se od přelomu července a srpna a přežívají do počátku dubna). Včely v této době sbírají na zimu zásoby pylu.
- Plástečkový med – tento med lze dostat pouze u včelaře nebo ve specializované prodejně. Kupujeme uzavřené plástečky, nebo jejich části. Doma je zavěsíme, otevřeme a necháme med pozvolna vytékat. Tímto způsobem získáme med šetrně a uchováme v něm většinu cenných přírodních látek.
- Kapaný med – tento med včelař vytěží výše uvedeným postupem a prodává ho pak ve sklenicích. Vzhledem k náročnosti tohoto procesu a proto, že odkapáním se vytěží jen malá část medu obsaženého v plástech, je kapaný med sice drahý, ale velmi hodnotný. Pro léčebné účely se nejlépe hodí tento med.
- Stáčený med – jde o běžný med, který kupujeme v obchodě. Z plástů se získává odstřeďováním v medometu. Tento med je rovněž velmi hodnotný, protože si uchovává většinu přírodních látek. Při odstřeďování se vytvářejí malé kapičky s velkým povrchem, na kterých dochází k oxidaci obsažených látek. Proto někteří upřednostňují plástečkový, nebo kapaný med.
- Lisovaný med – je med vytlačovaný za studena z plástů. Lisování bylo dříve nejrozšířenějším způsobem získávání medu; po zavedení medometu se však od něj téměř upustilo. Pouze tuhý a rosolovitý vřesový med se dosud někdy kromě odstřeďování také lisuje.
- Tekutý med – med horší kvality, který se získává kombinací lisování a zahřívání. Výhodou tohoto zpracování je pro včelaře skutečnost, že se spotřebují všechny zbytky medu, ale při zahřátí nad 40 °C se zničí všechny cenné přírodní látky (enzymy).
- Umělý med – takzvaný umělý med lze nazvat cukrovou vodou. Není to včelí produkt – skládá se převážně z invertního cukru a sirupu z glukózy. Navzdory svému názvu nemá s medem nic společného. Umělý med se v poslední době[kdy?] prodává pod názvem „krém z invertního cukru“, nebo též pod označením „Med na pečení – vhodný též do čaje“.

## Med v kuchyni
Než se začal v evropské kuchyni používat třtinový a posléze i řepný cukr, hlavním sladidlem byl med. Až do 17. století se používal zejména do kaší, některých druhů chleba, nápojů (medovina), ale i masitých jídel, na některé věci se však nehodil (např. piškot a cukrovinky). Dost časté bylo spojení medu, pepře (peprník→perník), zázvoru a šafránu.

## Zdravotní účinky
Po 2700 let byl med užíván pro léčení chorob včetně tropických až do plného pochopení příčin infekce v moderních dobách a nasazení antibiotik. Lidovému používání medu se tak dostalo vědeckého vysvětlení: med působí jako antibakteriální a antiseptický činitel. Antibakteriální vlastnosti medu jsou výsledkem nízké aktivity vody v medu způsobující osmózu, efekt peroxidu vodíku a vysoké kyselosti.

### Osmóza
Med je v první řadě nasycený roztok dvou monosacharidů. Tato směs má nízkou vodní aktivitu; většina vodních molekul je vázána cukry a jen zbývající jsou k dispozici pro mikroorganismy. Vzhledem k nízkému počtu volných molekul vody nemají mikroorganismy vhodné podmínky k množení.

### Peroxid vodíku
Vlivem přítomného enzymu glukózaoxidáze vzniká v medu malé množství peroxidu vodíku.
glukóza + H2O + O2 → glukonová kyselina + H2O2
Peroxid vodíku v medu je aktivován ředěním. Nicméně, na rozdíl od lékařského peroxidu vodíku, běžně v koncentraci 3 % objemu, je v koncentraci jen 1 mmol/l medu. Železo je v medu oxidováno kyslíkem volné radikály a uvolňováno prostřednictvím peroxidu vodíku.
Při použití v tropech (například jako tekutý obvaz rány), je peroxid vodíku produkován smísením s tělesným potem. Výsledkem tohoto procesu je, že peroxid vodíku se pomalu uvolňuje a pracuje jako antiseptikum. Na rozdíl od 3% lékařského roztoku, pomalé uvolňování nezpůsobuje poškození okolní tkáně.

### Kyselost
Hodnota pH medu je běžně mezi 3,2 a 4,5. Tento relativně vysoký stupeň kyselosti zabraňuje růstu bakterií způsobujících infekci. Kyselost také závisí na druhu medu. Například med květový má všeobecně nižší pH než med medovicový. [zdroj?]

### Nutriční efekty
Na základě relativně nových poznatků má med znatelné pozitivní efekty při dlouhodobém užívání. Med totiž obsahuje nejen mnoho uhličitanů, ale také nezřídka polyfenoly, které mohou působit jako antioxidanty . Antioxidanty, jako výživný prvek, zabraňují působení negativních důsledků stresu v organismu. Bylo zjištěno, že antioxidanty v medu příznivě působí proti rakovině tlustého střeva.
Mimoto, med je zodpovědný také za zvyšování populace probiotických bakterií ve střevech, což má za následek zvýšení obranyschopnosti organismu, zlepšení trávení, snížení cholesterolu a již zmiňovaná prevence proti rakovině střeva .
Laboratorně byly prokázány antibakteriální účinky proti mnoha druhům bakterií (různé druhy rodů Salmonella, Streptococcus, Shigella, bakteriím Helicobacter pilori, Staphylococcus aureus, Leptosperum polygalifolium, Escherichia coli, Bacillus anthracis, Corynebacterium diptheriae, Klebsiella pneumoniae, Haemophilus influenzae, Mycobacterium tuberculosis a mnohých dalších), dále protivirové (Rubella a Herpes virus) a protiparazitární (rody Leishmania a Echinococcus, též Caenorhabditis elegans), stejně jako jeho antimutagenní účinky. Byly též zjištěny jeho protiplísňové účinky (proti různým druhům kvasinek a rodům Epidermophyton, Microsporum a Thrichophyton). Z pokusů na krysách, kterým byly implantovány nádory před a po-operativně ošetřené medem, se usuzuje na možné protirakovinové účinky medu.
U lidí byly v různých studiích prokázány výrazné antioxidační účinky (při podávání 1,2 g medu na 1 kilogram váhy – tzn. pro 70 kg člověka to odpovídá 84 g medu denně), antibakteriální (dieta obohacená 30 ml medu 3× denně) i protizánětlivé účinky (70 g medu denně). Ve studiích s obézními i zdravými lidmi bylo prokázáno, že konzumace medu (70 g denně po dobu 30 dnů) mírně zlepšuje hodnoty rizikových faktorů pro vznik kardiovaskulárních a metabolických problémů (vylepšuje lipoproteinový profil, snižuje hladinu cukru v krvi na lačno) aniž by vedl k zvýšení váhy.

#### Vhodné skladování a způsob konzumace
Pro zachování výše zmíněných příznivých účinků je třeba, aby med nebyl vystavován vysokým teplotám a byl skladován ideálně v temnu. Při testování jeho antibakteriální aktivity proti zlatému stafylokoku se došlo k těmto výsledkům: po 15 měsících skladování květového medu na světle klesla jeho peroxidová antibakteriální aktivita na 19 % výchozí hodnoty, po skladování v temnu na 48 %. Neperoxidová antibakteriální aktivita klesla při skladování na světla na 76 % a ve tmě na 86 %. V tomto smyslu si lépe vedl medovicový med (nazývaný též lesní), u něhož byl pokles mírnější a při skladování v temnu bylo zachováno 70 % jeho výchozí peroxidové antibakteriální aktivity a 80 % neperoxidové.
Ještě horší účinky má teplo. Po 15 minutách při teplotě 70 °C bylo zjištěno u květového medu utlumení peroxidové antibakteriální aktivity (proti Staph. aureus) na 8 % a neperoxidové na 86 %. Medovicový med si opět vedl lépe, když v tomtéž experimentu jeho antibakteriální aktivita klesla pouze na 78 % maxima (peroxidová), resp. 94 % maxima (neperoxidová).
Podobně dopadla měření jeho antioxidační kapacity. Při zaměření na jednu z málo stabilních látek (glukózu oxidázu) byla její degradace při teplotě 70 °C následující – za pouhou 1 minutu klesl její antioxidační potenciál na 80 % výchozího stavu, po 5–10 minutách na 50 %.
Za bezpečnou teplotu lze považovat teplotu 50 °C, při které nedochází k žádnému poklesu atioxidační kapacity ani po 1 hodině. Med tedy lze dávat do velmi teplého čaje, ale není vhodné jej dávat do horkého či vřelého čaje (či jídla). Při pastování, které většinou trvá celý den, je vhodné použít teplotu ještě nižší, zhruba 40 °C.

### Užití v lidové medicíně
Časté užívání medu jako protibakteriálního činitele je jeho užití pro krytí ran, popálenin a vředů. Toto užití má dlouhou historii v tradiční medicíně. Navíc, užívání medu redukuje otoky a jizvy; také zamezuje např. bavlněnému obvazu nalepit se na léčené zranění.
Některé zdroje hovoří o metodě léčení slabých forem zánětů spojivek pomocí kapky malého množství medu, kápnutého do oka.
Z důvodů antiseptických vlastností, med (speciálně je-li kombinován s citrónem), může být užíván orálně pacienty, kteří jsou sužováni Pharyngitídou a Laryngitídou, ke zmírnění příznaků.
Navzdory všeobecně přijímané myšlence, že med zmírňuje alergie, kontrolované studie prokázaly, že med není více efektivní než placebo. Většina sezónních alergií je totiž způsobených pylem ze stromů a trav, který včely většinou nesbírají.

### Možné nežádoucí účinky

#### Kontaminovaný med
Kvalitní med žádné nebezpečné bakterie neobsahuje. Případná kontaminace bývá ze špinavých nádob. Přesto med, kukuřičný sirup a jiná sladidla tvoří potenciální a akutní riziko pro kojence.[zdroj?] K několika bakteriím, které v znečištěném medu přežijí, patří Clostridium botulinum. Tyto bakterie produkují botulotoxin. Spory jsou u dospělých neškodné kvůli vyšší kyselosti žaludku. Protože však žaludeční šťávy kojence nejsou dostatečně kyselé, konzumace medu obsahujícího výtrusy může způsobit až botulismus. Proto je doporučeno nepodávat žádný med nebo jiné sladidlo dětem mladším 18 měsíců.[zdroj?] Až když dítě začne přijímat tuhou stravu, začnou být žaludeční šťávy dost kyselé na prevenci růstu spór (výtrusů).

#### Toxický med
Protože je sbírán z květů ve volné přírodě, mohou být případy, kdy může být toxický. Například v některých státech v USA obsahují toxické prvky z okolí. V Německu jsou toxické kovy v medu sbíraného v průmyslových oblastech. Pesticidy v medu jsou v menší míře ve městech.
Biologicky toxické mohou být medy z rododendronů. Rododendrony, podobně jako další rostliny z čeledi vřesovcovité (Ericaceae), obsahují ve svých různých částech grayanotoxin (známý též jako andromedotoxin, acetylandromedol nebo rhodotoxin), který se dostává až do medu. Koncentrace grayanotoxinu může dosáhnout toxické úrovně v případě, že jde o jednodruhový med. Při požití 20–200 g takového medu může nastat tzv. nemoc šíleného medu. Popsané příznaky otravy zahrnují nízký tlak, poruchy srdečního rytmu, nevolnost (případně se zvracením), pocení, motání hlavy až poruchy vědomí, zastřené vidění či zvýšené slinění. Příznaky nastávají většinou mezi 20 minutami až 3 hodinami po požití a přetrvávají 1–2 dny. Nejznámější oblastí, kde jsou takové medy (často záměrně pro své domnělé léčivé účinky, včetně afrodiziakálních) produkovány je oblast kolem Černého moře, především v Turecku, dále je známa oblast Kulung v Nepálu nebo ostrova Réunion v Indickém oceánu. Krom toho mají prý halucinogenní účinky a na trhu se v roce 2018 prodávaly za horentních $199 za 250 g.

## Strdí
Ve staročeských textech se med (resp. plást medu, plástev, latinsky favus, anglicky honeycomb) označuje slovem strdí (střední rod, to strdí, původně nesklonné, též ta stred, ten strda) které je všeslovanského původu. Ve včelařské terminologii se jako strdí označuje medem zanesené včelí dílo volně žijících včel.
V Olomoucké bibli se ve verši 16,14 z knihy Numeri překládá „ješto (země) ploue potoky mléka i strdi“. Bible olomoucká překládá spojení favus distillans z verše 4,11 z Písně písní slovy plást strdí kapagiczy. V Bibli drážďanské je formulace z Ezechiela (20,15) „jížto (zemi) sem jim dal plowucy (plovúcí) mlékem a strdí, natczituu ze všelikých zemí“. Spojení „strdím oplývající (“tvé strdí plowuczye milosti nepoznal sem) se objevuje i v překladech ze svatého Augustina. Výraz se objevuje i v dalších starých rukopisech, lékařských, duchovních i jiných. Formulaci z biblických knih Numeri a Ezechiel o „zemi oplývající mlékem a strdím“ věnované Bohem vyvolenému národu převzala začátkem 12. století i Kosmova kronika a vztáhla ji k příchodu praotce Boema do české země, v rámci nepříliš konkrétního archetypálního příběhu o příchodu do země zaslíbené (která byla podle Kosma před příchodem kmene Boémů po biblickém vzoru „v čas potopy lidu zbavená“), v němž se Kosmas důkladně inspiroval Biblí a Vergiliovou Aeneidou, mnohde slovo od slova. Příběh dále rozvíjela Hájkova kronika a Jiráskovy Staré pověsti české. Strdí se objevuje již v Kosmově verzi příběhu, byť v novějších překladech uváděné jako med: „To jest ona, to jest ona země, kterou jsem vám – jak se pamatuji – častokráte sliboval, země nikomu nepoddaná, zvěře a ptactva plná, sladkým medem a mlékem vlhnoucí, a jak sami pozorujete, podnebím k obývání příjemná. Vody jsou všude hojné a nad obyčej rybnaté.“

## Kvalita medů v Česku
Český med, který produkují domácí včelaři, patří k nejkvalitnějším výrobkům. Pravidla vydaná v roce 1999 Českým svazem včelařů pro regionální známku Český med jsou přísnější, než evropská směrnice pro med i česká vyhláška ministerstva zemědělství. V českých obchodech se však objevují medy či směsi medů ze zahraničí, jejichž obsah bývá často nedobrý. Jedná se o produkty, které obsahují jen málo medu, výrobky jsou směsicí škrobu kukuřice, třtiny a různých sirupů. V těchto „medech“ se často nachází velké procento hydroxymethylfurfuralu, což znamená, že tento výrobek byl prakticky uvařen a tím pádem znehodnocen. Při rozborech obsahovaly některé dovozové medy dokonce i těžké kovy. V roce 2012 odhalil časopis dTest medy, které byly šizeny sirupy a které obsahovaly pesticidy. Na přelomu roku 2015/2016 se v Česku objevila kauza falšovaného medu. Kontrolou bezpečnosti a jakosti medu se v České republice kromě Státní veterinární správy zabývá i Státní zemědělská a potravinářská inspekce. Podrobné výsledky jejích kontrol medu v tržní síti od roku 2009 jsou uvedeny na webových stránkách SZPI.

## Produkce medu ve světě
| Stát                                               | 2014      |
| -------------------------------------------------- | --------- |
| Čína                                               | 462 028   |
| Turecko                                            | 103 525   |
| USA                                                | 80 862    |
| Rusko                                              | 74 868    |
| Ukrajina                                           | 66 521    |
| Svět                                               | 1 510 566 |
| zdroj: UN Food & Agriculture Organization, FAOSTAT |           |

V roce 2014 činila světová produkce medu 1,5 milionu tun, z toho v Čína se podílela 31 %. Další čtyři největší producenti – Turecko, Spojené státy americké, Ukrajina a Rusko – celkem vyprodukovaly 22 % světové produkce.

## Galerie

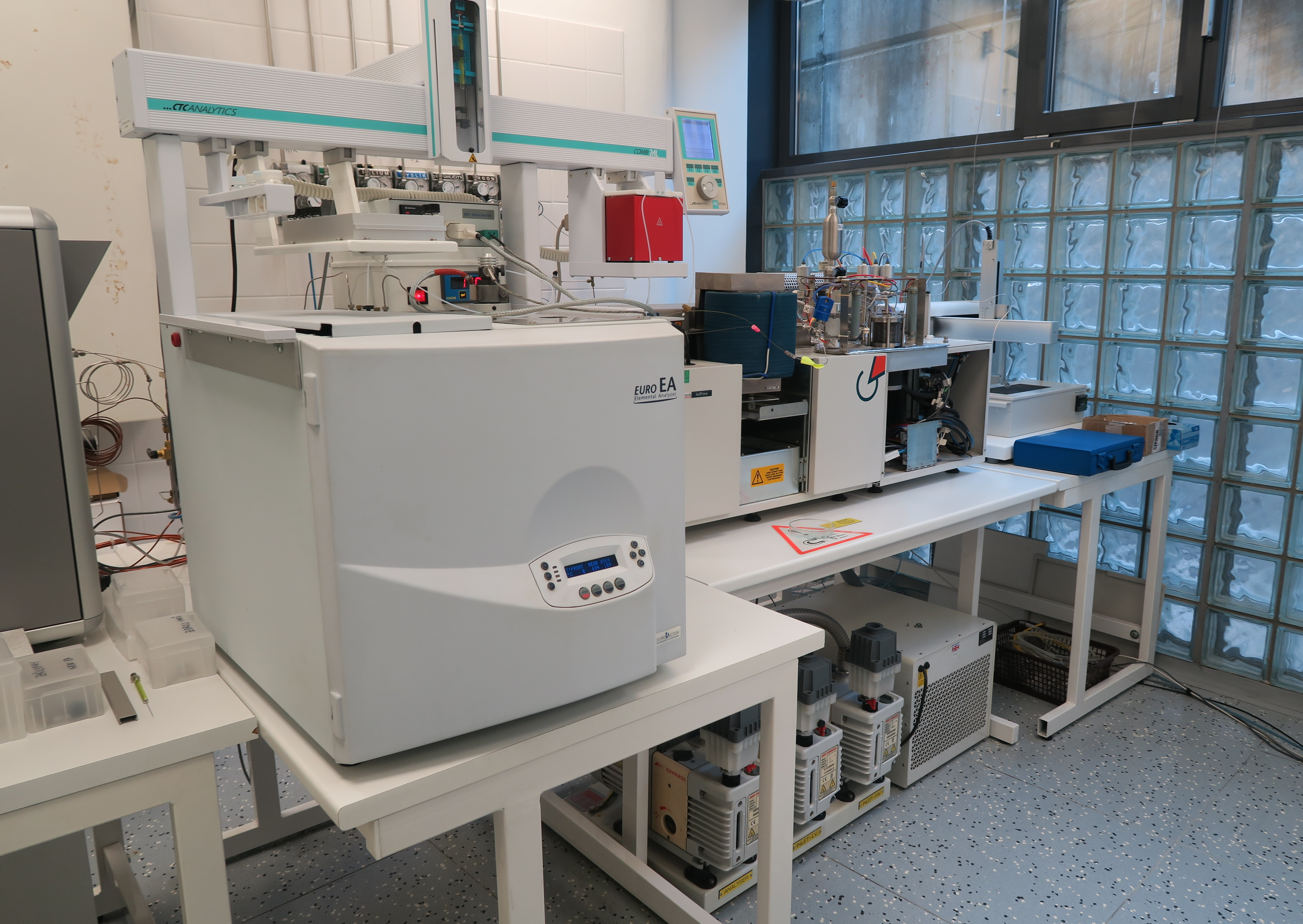
EA-IRMS hmotnostní spektrometr izotopových poměrů s elementárním analyzátorem pro stanovení izotopových poměrů stabilních izotopů pro odhalování falšování mimo jiné medu v laboratoři SZPI v Brně.